# Ambrosio Plaza
Ambrosio Plaza (Santiago de León de Caracas, 7 de diciembre de 1791-Valencia, 25 de junio de 1821) fue un militar venezolano, oficial de la guerra de independencia.

## Vida
Fue un oficial del Ejército de Venezuela en la Guerra de Independencia. Combatió al lado de los patriotas desde las primeras etapas de la guerra destacándose en varias acciones militares. Colaboró también con la lucha independentista de Nueva Granada participando en el asedio de Santa Fe de Bogotá (1814) al mando del general Simón Bolívar y en la defensa de Cartagena de Indias (1815). Junto a Bolívar y otros patriotas huyó a Jamaica y Haiti  donde se integró a la expedición de los Cayos. Tras el fracaso de los expedicionarios en Ocumare de la Costa, desde Choroní y bajo las órdenes del general Gregor MacGregor llevó a cabo la retirada a oriente, más conocida como la " Retirada de los Seiscientos". Alcanzó el rango de general de brigada para el momento de su muerte. Jugó un papel importante en la batalla de Carabobo, muriendo al día siguiente por las heridas recibidas. 
Fueron sus padres el capitán de milicias Diego de la Plaza y Liendo y Josefa Obelmejías y Rengifo. En 1810, a la edad de 19 años ingresó en calidad de cadete, en el batallón de Milicias de Blancos de Caracas, ascendiendo el 28 de agosto de ese mismo año a subteniente.